# Philip Lutley Sclater
Philip Lutley Sclater (4 novembre 1829 – 27 giugno 1913) è stato un giurista e ornitologo britannico.
Frequentò il Winchester College a Winchester e il Christ Church College a Oxford, dove studiò ornitologia con Hugh Edwin Strickland.
Nel 1858, Sclater pubblicò un articolo nei Proceedings of the Linnean Society, nel quale delineò sei regioni zoologiche (ecozone).
Sclater è l'editore e fondatore de The Ibis, giornale della British Ornithologists' Union. Fu segretario della Zoological Society di Londra dal 1860 al 1903.

## Opere
- Exotic Ornithology (1866-1869);
- Nomenclator Avium (1873) in collaborazione con Osbert Salvin (1835-1898);
- Argentine Ornithology (1888-1889) in collaborazione con Wilfred Hudson Osgood (1875-1947);
- The Book of Antelopes (1894-1900) con Michael Rogers Oldfield Thomas (1858-1929).